# Rated-RKO

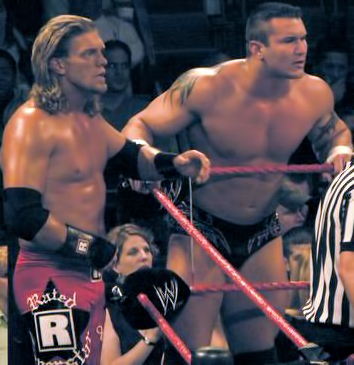
Edge și Randy Orton

Rated-RKO a fost o echipă de wrestling din divizia RAW a World Wrestling Entertainment formată pe data de 9 octombrie 2006 și destrămată la începutul anului 2007. Din componența ei au făcut parte wrestlerii Randy Orton, Edge și asistenta acestuia Lita (care s-a retras pe data de 26 noiembrie 2006).
Numele echipei este format dintr-un joc de cuvinte între porecla lui Edge, "Rated-R Superstar" și manevra de final a lui Randy Orton, RKO. În prezent echipa s-a destrămat, Edge devenind campion WWE în divizia SmackDown, învigându-l pe Jeff Hardy la Wrestlemania, iar fostul coleg Randy Orton este în divizia Raw.